# Ordinary Day
« Ordinary Day » es una canción escrita e interpretada por Vanessa Carlton de su álbum debut de 2002, Be Not Nobody . Carlton escribió la canción cuando tenía 17 años y fue la primera canción que escribió en una sola sesión. Lanzada como sencillo el 1 de julio de 2002, la canción alcanzó el puesto 30 en el Billboard Hot 100 de EE. UU.
"Durante las interpretaciones en vivo de la canción, Carlton opta por utilizar algunas de las letras originales que compuso para la canción, en vez de las que fueron grabadas para la versión del álbum. En la versión del álbum, la línea al final del estribillo dice "¿No ves tus sueños en la palma de tu mano?", mientras que en la versión en vivo, Vanessa canta "Si caminamos ahora, dividiremos y conquistaremos esta tierra".

## Video musical
El video estuvo a cargo de Marc Klasfeld, el mismo director que estuvo detrás del videoclip del sencillo anterior de Vanessa, "A Thousand Miles". La secuencia inicial muestra a Vanessa plasmando el título de la canción en un diario. Al entonar las palabras "sólo un niño, sólo un niño normal", un niño hace su aparición detrás de ella. A lo largo del video, se le ve a Vanessa tocando el piano y deambulando por un extenso campo, en el cual las personas se encuentran abrazándose y besándose mientras ocurre un eclipse solar.

## Charts
1. Australia: Alcanzó la posición 48 
2. Flanders Tip: Alcanzó la posición 5 
3. Wallonia Tip: Alcanzó la posición 8 
4. Irlanda: Alcanzó la posición 41
5. Países Bajos (Dutch Top 40 Tipparade): Alcanzó la posición 7 (
6. Dutch 100: Alcanzó la posición 73 
7. Nueva Zelanda: Alcanzó la posición 17
8. Rumania (Romanian Top 100): Alcanzó la posición 42 
9. Escocia: Alcanzó la posición 51 
10. Suiza: Alcanzó la posición 64
11. Reino Unido: Alcanzó la posición 53
12. US Billboard Hot 100: Alcanzó la posición 30
13. US Billboard Adult Pop Songs: Alcanzó la posición 29
14. US Billboard Pop Songs: Alcanzó la posición 9